# Facette (Drucktechnik)

Fase / Facette

Eine Facette ist in der Drucktechnik der schräg angeschliffene (angefaste) Rand der Druckplatte.

## Tiefdruck
Die Facette dient dazu, dass beim Druck einer Radierung das Papier nicht reißt (ausgestanzt wird), und lässt die Druckwalze leichter auflaufen.
Die Facette hinterlässt auf dem feuchten Papier einen Abdruck, zusätzlich erscheint auf der Rückseite des bedruckten Papiers eine Erhöhung – das Druckpapier ist im Allgemeinen deutlich größer als die Platte. Diese Prägung gilt als Erkennungsmerkmal für den handwerklichen Tiefdruck, zum Beispiel bei der Radierung oder dem Kupferstich, und ist ein Qualitätsmerkmal einer künstlerischen Druckarbeit, weil sie seine ordentliche Herstellung belegt (Werkspur). Autograph, Drucknummer (Laufnummer des Abzugs/Serienumfang) und Datierung erfolgen üblicherweise direkt links und rechts unterhalb der Facettenprägung. Beim Rahmen des Druckblatts wird die Facettenprägung nicht versteckt, die Nullfläche des Druckpapiers hat dieselbe Funktion wie ein Passepartout bei anderen Grafiken.

## Hochdruckverfahren
Der Begriff Facette wird auch bei der Klischeeherstellung verwendet. Dort wird ein etwa 5 mm breiter, nichtdruckenden Teile des Plattenrandes an der Abreisslinie facettiert und zwar so, dass nur noch ein rund 1 mm starker, leicht abgeschrägter Rand übrig bleibt, um das Klischee auf der Unterlage zu befestigen. Hierzu wird eine Facettenfräsmaschine verwendet. Bei dem ehemaligen Lehrberuf des Nachschneiders, der in den Bereich der Chemigrafie gehörte, stand das Facettenfräsen im Berufsbild.

## Quelle
- Günter Schäfer: Der künstlerische Tiefdruck: für Anfänger und Fortgeschrittene. Gunter Narr Verlag, 1987, ISBN 3-87808-871-X, Glossar, S. 119, Sp. 1 (eingeschränkte Vorschau in der Google-Buchsuche).
- Wolfgang Autenrieth: Neue und alte Techniken der Radierung und Edeldruckverfahren – Ein alchemistisches Werkstattbuch für Radierer : Vom 'Hexenmehl und Drachenblut' zur Fotopolymerschicht. Tipps, Tricks, Anleitungen und Rezepte aus fünf Jahrhunderten. Ein alchemistisches Werkstattbuch für Radierer. 232 Seiten, 7. Auflage, Krauchenwies 2020, ISBN 978-3-9821765-0-5 (→ Auszüge und Inhaltsverzeichnis online)
- Hans R. Kerner: Lexikon der Reprotechnik. Reinhard Welz, 2007, ISBN 978-3-86656-536-4, S. 215 ff.